# Samuel Korecki (ok. 1586–1622)
Samuel Korecki herbu Pogoń (Pogonia), książę (ur. ok. 1586, zm. 27 czerwca 1622 w Stambule) – pułkownik, zagończyk, sławny dowódca wojskowy.

## Życiorys
Był wnukiem Bohusza, synem Joachima Koreckiego i Anny z Chodkiewiczów.
Wykształcony za granicą, w 1604 zapisał się na uniwersytet w Lejdzie. Służył w wojsku koronnym pod rozkazami hetmana polnego koronnego Stanisława Żółkiewskiego. Wziął udział w bitwie pod Guzowem w 1607 po stronie wojsk królewskich. Wsławił się w walkach z czambułami tatarskimi, czym zjednał sobie mir wśród kozaków. W czasie wojny polsko-rosyjskiej 1609–1618 uczestniczył w 1610 w wyprawie na Moskwę. Odznaczył się w bitwie pod Kłuszynem, gdzie zabito pod nim dwa konie. W grudniu 1611, pozostając pod rozkazami Jana Karola Chodkiewicza, na czele niespełna pięciuset ludzi przedarł się przez posterunki wojsk rosyjskich i dostarczył zaopatrzenie dla oblężonej polskiej załogi kremla moskiewskiego.
Poseł łucki na sejm 1613 roku i żytomierski na sejm 1615 roku. 
Ożenił się z córką hospodara mołdawskiego Jeremiego Mohyły, słynną z urody Katarzyną, co wciągnęło go wraz ze szwagrami żony w walki dynastyczne w Mołdawii i na Wołoszczyźnie. Popierał wyprawy Stefana Potockiego w 1607 i 1612. W 1615 za cichą zgodą króla Zygmunta III zgromadził pod Uściem znaczne siły, składające się z kozaków i awanturników, i na ich czele wkroczył do Mołdawii. Wypędził hospodara Stefana Tomżę i osadził na tronie Aleksandra Mohyłę. Wyparty przez siły wołosko-turecko-tatarskie w lutym 1616. Ponownie uderzył na Mołdawię, posiłkowany przez oddziały siedmiogrodzkie i 2 marca 1616 pobił Tomżę w bitwie pod Chocimiem. Następnie przekroczył granicę imperium osmańskiego, zadając mu kolejną klęskę w bitwie pod Benderami. Pokonany w bitwie pod Sasowym Rogiem, dostał się do tureckiej niewoli. Zbiegł z niej w 1617 w przebraniu kupca. Statek, którym płynął, obronił przed napadem korsarzy, objąwszy dowództwo nad jego załogą. Po ucieczce dostał się do Rzymu, gdzie został przyjęty przez papieża Pawła V. Wstąpił do Milicji Chrześcijańskiej.
W 1620 roku w czasie bitwy pod Cecorą dowodził lewym skrzydłem wojsk polskich. Uwięziony ponownie przez Turków. W sprawie jego uwolnienia interweniował król Anglii Jakub I Stuart. Na krótko przed przybyciem poselstwa polskiego, mającego negocjować warunki pokoju, Korecki został uduszony w więzieniu w zamku Yedikule w Stambule. Ciało Samuela Koreckiego zrzucono z wieży, jednak Polacy je wykupili i przewieźli po kryjomu do Polski w worze oblanym smołą, a następnie pochowali w Korcu w kościele Franciszkanów.
Korecki grał na dudach – popularnym instrumencie polskim i był zapalonym dudziarzem:
„Sławny pogromca Turków, Samuel książę Korecki, wzięty za czasów Zygmunta III do niewoli, pędzony pieszo do Stambułu, przygrywał na dudzie, by pocieszyć towarzyszów niedoli i lżejszym uczynić znojny pochód”. – Zygmunt Gloger, Encyklopedia staropolska.
Był jednym z najsłynniejszych polskich awanturników i dowódców wojskowych drugiego dziesięciolecia XVII wieku, cieszącym się sławą w kraju i za granicą. Był przykładem magnata kresowego, prowadzącego własną, niekiedy awanturniczą politykę.